# Musculus extensor hallucis brevis
De musculus extensor hallucis brevis of korte groteteenstrekker is een van de twee skeletspieren die de grote teen (hallux) strekken (extensie). De spier bevindt zich aan de bovenzijde van de voet. De andere strekspier is de musculus extensor hallucis longus, de 'lange groteteenstrekspier' in de kuit.
De antagonisten zijn de musculus flexor hallucis longus en de musculus flexor hallucis brevis.